# اعتلال خثري
اعتلال خثري أو كغلوبثي (بالإنجليزية Coagulopathy). هو مرض يتسبب في عدم قدرة الدم على التخثر، مما يؤدي إلى اضطرابات نزفية. 
عملية تخثر طبيعي يعتمد على التفاعل بين مختلف البروتينات في الدم. قد يكون سبب انخفاض مستويات كغلوبثي من قبل أو عدم وجود البروتينات التي تسبب تخثر الدم، والمعروفة باسم عوامل التخثر أو عوامل التخثر. الاضطرابات الوراثية، مثل الهيموفيليا ومرض فون ويليبراند، يمكن أن يسبب انخفاضا في عوامل التخثر. قد يحدث أيضا كغلوبثي نتيجة لضعف أو انخفاض مستويات الصفائح الدموية (صغيرة على شكل قرص جثث في مجرى الدم التي تساعد في عملية تخثر الدم).
إذا كان شخص ما لديه اعتلال خثري، على مقدم الرعاية الصحية قد تساعد على إدارة الأعراض مع الأدوية أو العلاج البديل. في استبدال العلاج، يتم استبدال عوامل التخثر، من خلال البروتينات المشتقة من الدم البشري أو التي تم إنشاؤها في المختبر. يمكن إعطاء هذا العلاج لعلاج النزيف.

## نقص الخثورية
نقص الخثورية هو قابلية غير عادية لنزيف، وزيادة أهبة النزيف، وذلك بسبب خلل في تجلط الدم.

## الأسباب
1- عوز المثبطات، ومنها:
أ- أعواز مضاد الثرومبين (مثل antithrombine III)
ب- عوز بروتين C،
ج-عوز بروتين S:.
2- طفرة 20210 A على الجزء غير المنتسخ من مورثة البروثرومبين.
3-ارتفاع العامل VIII.سببه الخثار الوريدي:Leiden Thrombophilia Study LETS
4-ارتفاع العوامل XI ,X ,IX
5– زيادة الهوموسيستيين. Hper-homocysteinemie: وهو مرض خلقي شديد يترافق بالعديد من التشوهات وبخثارات وريدية وشرياني، يسببه العوز الأنزيمي.

## وصلات خارجية
- هيئة مخابر التحاليل الطبية السورية